# Maniho
Genre
Maniho est un genre d'araignées aranéomorphes de la famille des Desidae.

## Distribution
Les espèces de ce genre sont endémiques de Nouvelle-Zélande.

## Liste des espèces
Selon World Spider Catalog (version 18.5, 18/11/2017) :
- Maniho australis Forster & Wilton, 1973
- Maniho cantuarius Forster & Wilton, 1973
- Maniho centralis Forster & Wilton, 1973
- Maniho insulanus Forster & Wilton, 1973
- Maniho meridionalis Forster & Wilton, 1973
- Maniho ngaitahu Forster & Wilton, 1973
- Maniho otagoensis Forster & Wilton, 1973
- Maniho pumilio Forster & Wilton, 1973
- Maniho tigris Marples, 1959
- Maniho vulgaris Forster & Wilton, 1973

## Publication originale
- Marples, 1959 : The dictynid spiders of New Zealand. Transactions of the Royal Society of New Zealand, vol. 87, p. 333-361 (texte intégral).